# Cambuslang Football Club
El Cambuslang Football Club fue un club de fútbol de Escocia, con sede en Cambuslang. Fue fundado en 1874 y desapareció en 1897.

## Historia
Fue fundado en el año 1874 en la ciudad de Cambuslang con el nombre Excelsior y fue uno de los equipos fundadores de la Scottish Premier League.
El club disputó las dos primeras temporadas de la Primera División de Escocia, pero abandonó la liga. En 1884 ganó la Copa Lanarkshire y en 1887 se unió a la Glassgow Football Association. 
En 1888 llega a la final de la Copa de Escocia y ese mismo año gana la primera edición de la Copa de Glassgow. En la primera temporada en la Primera División de Escocia terminó en cuarto lugar,pero en la temporada siguiente terminó en último lugar entre 11 equipos y no fue readmitido en la liga y bajó a la Segunda División de Escocia.
El club desaparece en 1897 a causa de no afiliarse a la Scottish Football Alliance.

## Estadio
- 1874–1876 Bogshole
- 1876–1888 Westburn Green/Westburn Park
- 1888–1897 Whitefield Park

## Palmarés

### Torneos locales
- Lanarkshire Cup (2): 1884, 1885[2]
- Glasgow Cup (1): 1888